# Havířov
Havířov (en checo: [ˈɦaviːr̝of]ⓘ; Polaco: Hawierzów) es una ciudad del distrito de Karviná, en la región de Moravia-Silesia de la República Checa. Tiene 72 382 habitantes, siendo la segunda mayor ciudad de la región. Es la ciudad más grande del país sin universidad propia.  Está situada dentro de la región histórica de Cieszyn Silesia.

## Historia
Havířov fue fundada después de la Segunda Guerra Mundial como una ciudad dedicada a la minería de carbón, así que es la ciudad más joven de toda la República Checa. Havířov se convirtió oficialmente en ciudad en 1955.

## Demografía
Fue construida en una región de pueblecitos con una significativa población de origen polaco. La población local recibió apartamentos en la nueva ciudad y muchas de sus viejas casas fueron demolidas para hacer nuevos edificios. Aunque la mayor parte de la población de Havířov fueron obreros que inmigraron de otras partes de Checoslovaquia, muchos de ellos de la actual Eslovaquia.  Estos movimientos de población alteraron profundamente la estructura étnica de la región.
Hoy en día las aldeas originales son parte administrativa de Havířov y la mayoría aun existe en las afueras de la ciudad.
| Año       | 1869   | 1880   | 1890   | 1900   | 1910   | 1921   | 1930   |
| Población | 5 173  | 5 379  | 5 900  | 7 223  | 10 409 | 11 765 | 12 782 |
| Año       | 1950   | 1961   | 1970   | 1980   | 1991   | 2001   | 2009   |
| Población | 12 898 | 51 103 | 82 068 | 85 946 | 86 297 | 85 855 | 83 713 |

## Personajes de Havířov
- Daniel Zítka, portero de fútbol.

## Ciudades hermanadas
- Collegno, Italia
- Harlow, Reino Unido
- Jastrzębie Zdrój, Polonia
- Mažeikiai, Lituania
- Omiš, Croacia
- Paide, Estonia

## Galería

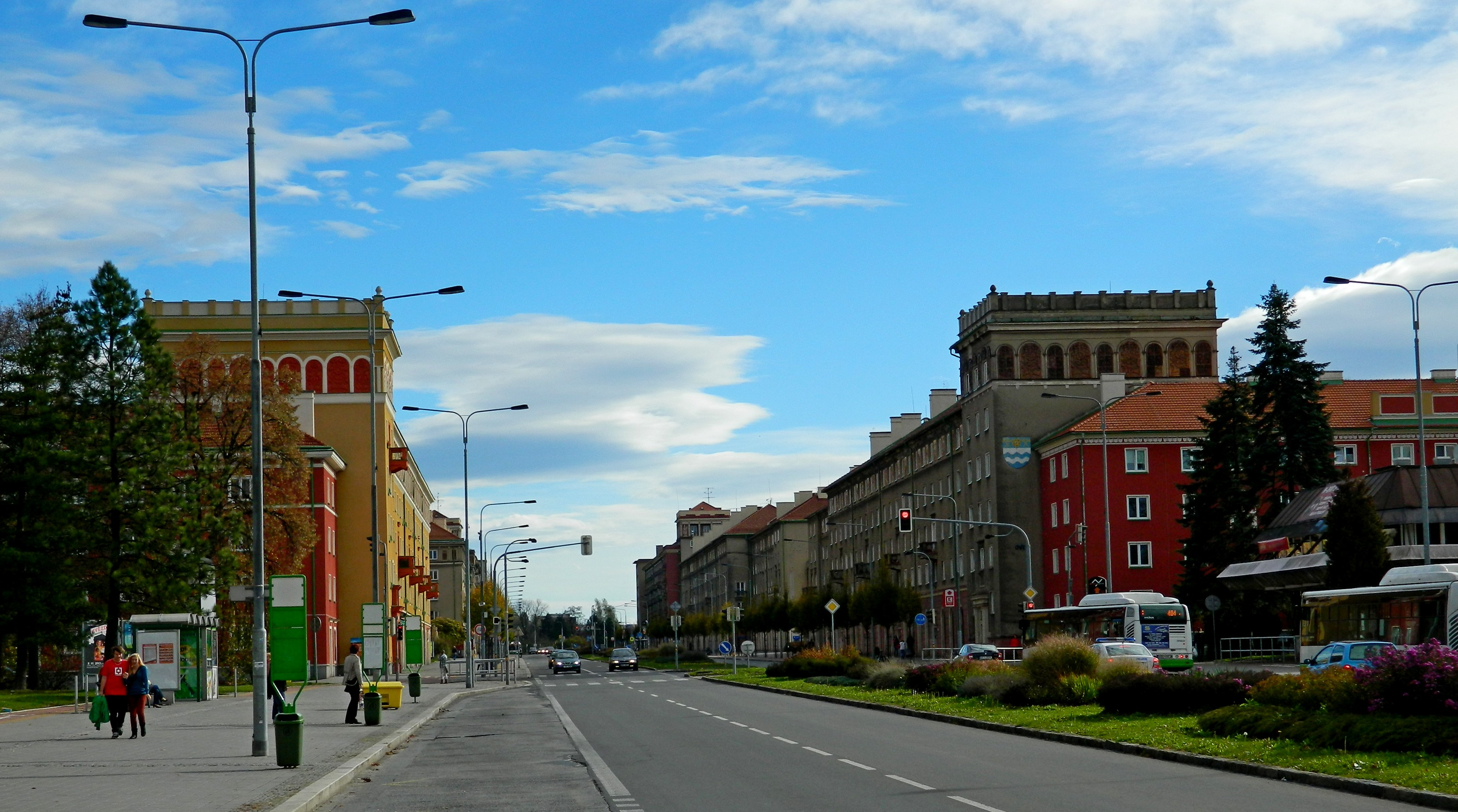
Avenida principal
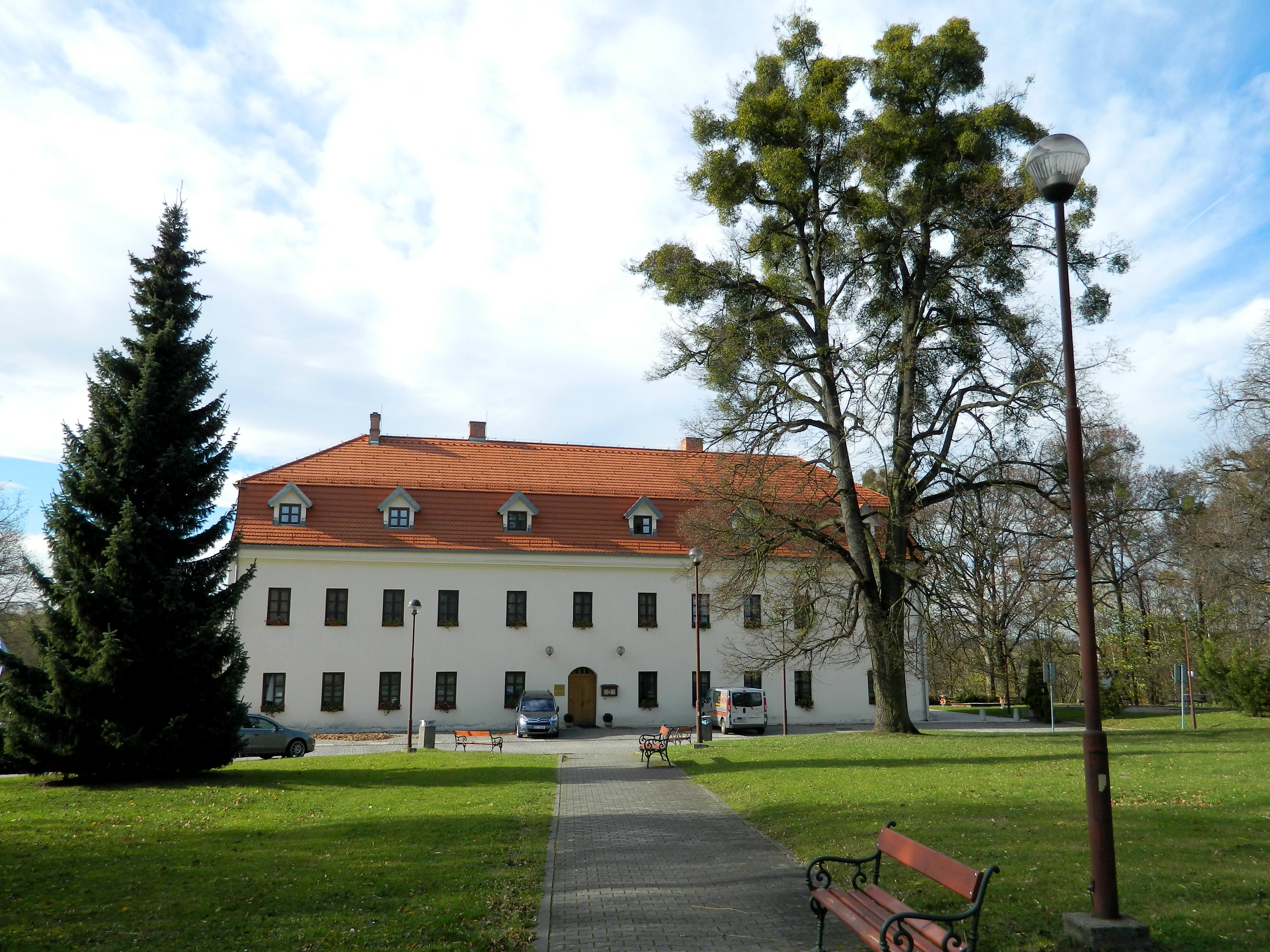
Castillo en Havířov
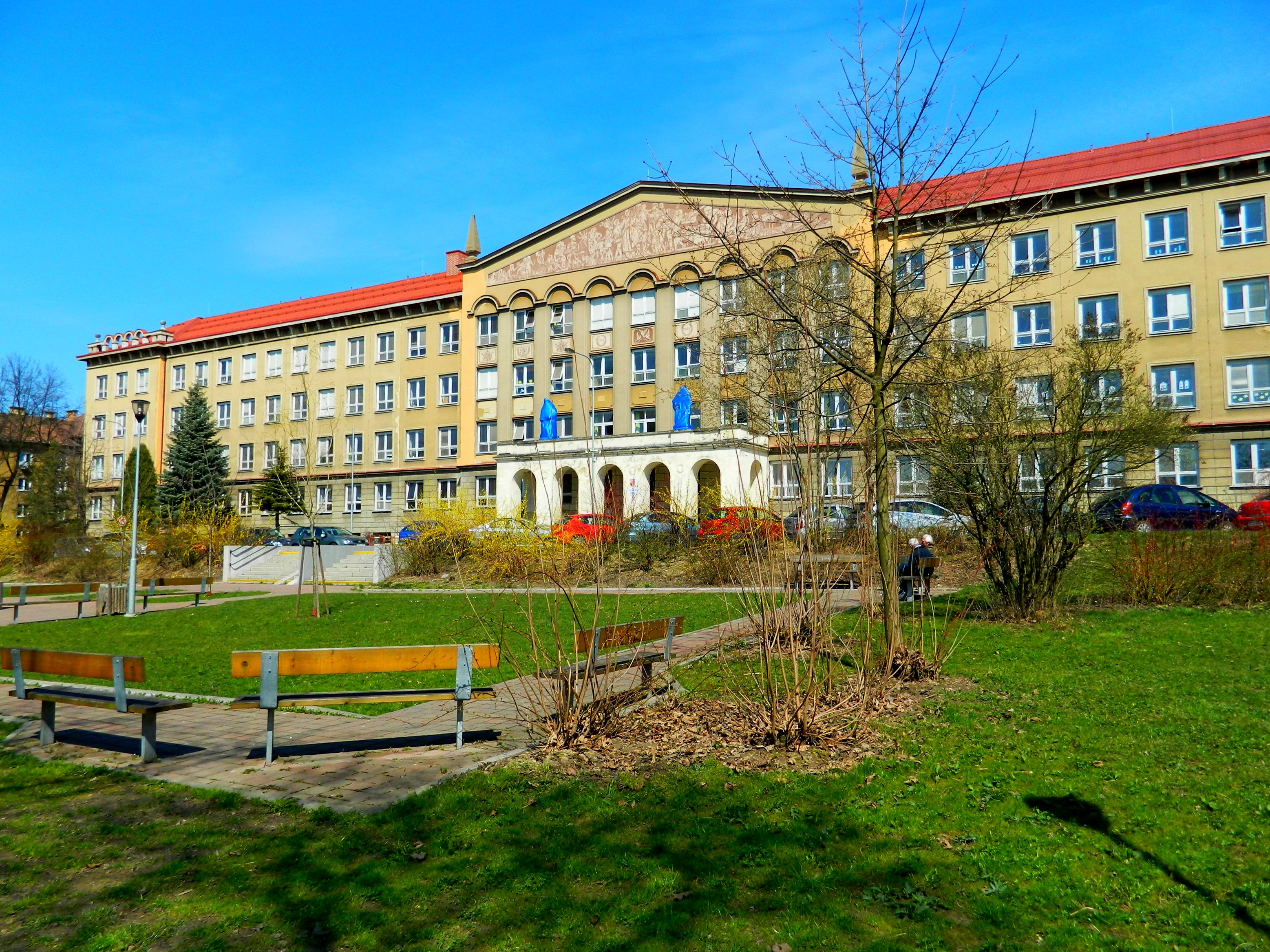
Escuela principal de 1956
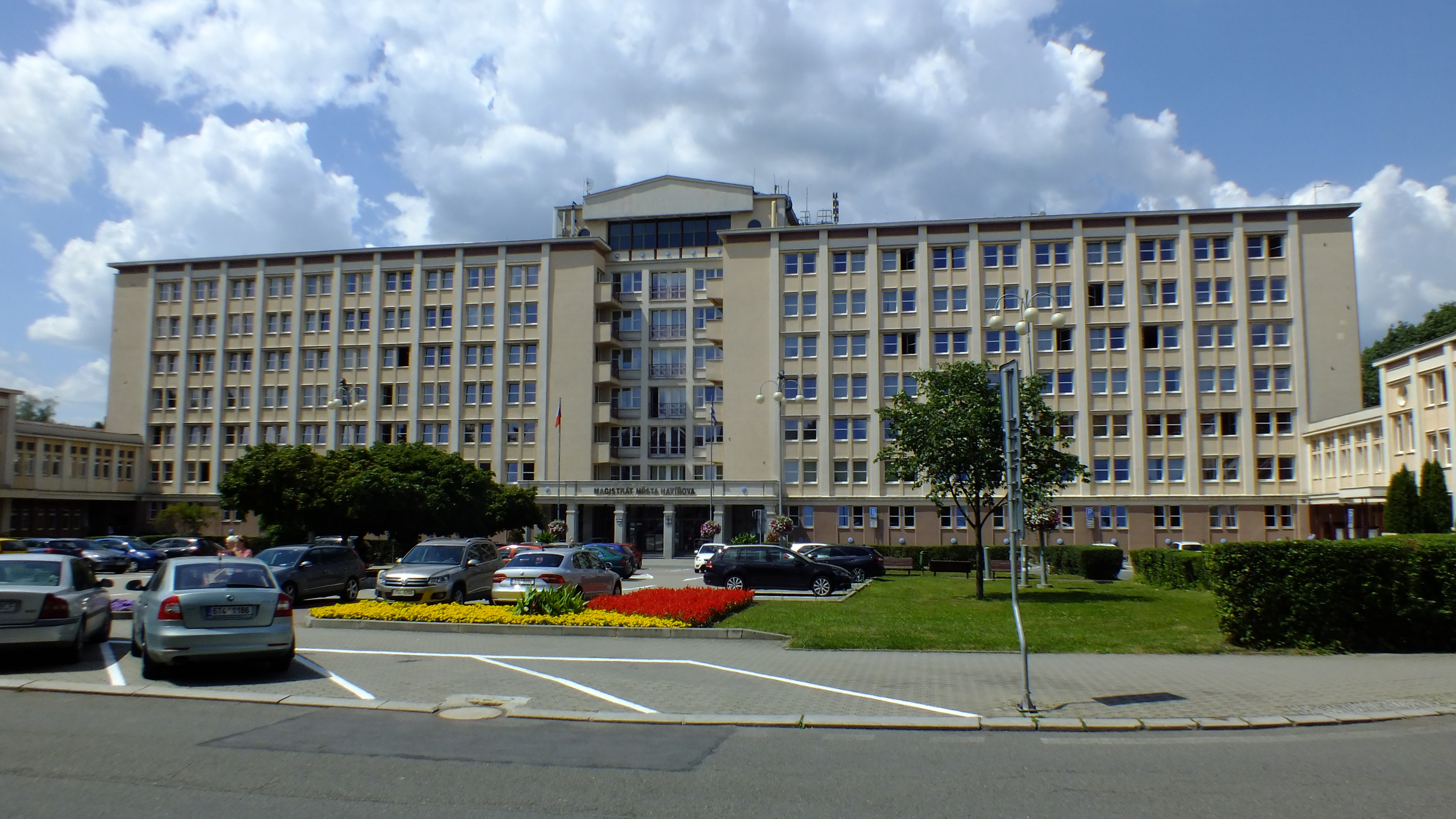
Ayuntamiento